# Intégrateur symplectique
 (mars 2016).
Un intégrateur symplectique est une méthode numérique de résolution approchée des équations de la mécanique hamiltonienne, valable pour des faibles variations de temps.

## Contexte
Les hypothèses de la mécanique hamiltonienne sont souvent appliquées à la mécanique céleste. Le système à étudier peut s'écrire sous la forme d'une action I et d'un angle φ, de manière que le système différentiel se réduise à :
x := (I, φ)
et :
{\displaystyle {\dot {x}}=Lx:=[H,x]},
où l'on a noté :
{\displaystyle [f,g]} le crochet de Poisson de {\displaystyle f} et {\displaystyle g}.
On voudrait connaître la solution formelle au système intégrable {\displaystyle x(t)=\exp {Lt}x(0)}.
Le théorème de Ramis-Morales a permis de faire de gros progrès dans cette direction, mais on se contente souvent de l'intégrateur symplectique, qui est une approximation de la solution valable pour de petites variations de temps.

## Traitement perturbatif
Souvent, H = A + ε B, où A est intégrable et B est une perturbation intégrable souvent aussi, et ε un réel très petit. Appelons L l'opérateur de Liouville de A et M l'opérateur de Liouville de B :
Alors le problème est de calculer exp{L + ε M} t qui hélas est différent de exp{L t} .(exp Mt)ε.
Le cas classique en mécanique céleste est la perturbation de Saturne par Jupiter. Mais on peut aussi bien tester la méthode sur une particule dans un puits de potentiel.
Évidemment, il y a deux possibilités : la formule de Trotter ou la formule de Campbell-Hausdorff.
Ou bien des formes raffinées de combinaison des deux adéquates.
L'idée forte est la suivante : t est petit ; faire une théorie au n-ième ordre, conduit à une erreur O(tn ε) ou plus exactement O(tn ε +t² ε²) : on a intérêt à pousser la méthode jusqu'à l'ordre n tel que :
t(n-2) = ε.
Dans certains cas, dits symétriques, on peut l'améliorer en t(n-4) = ε.

## Un cas simple: l'oscillateur harmonique
On peut commencer par tester la méthode sur l'oscillateur harmonique, qui est le test usuel.
On continuera avec le pendule simple.

## Pendule simple
Cette fois, en coordonnées réduites, A = p²/2 et B = 1 - cos q . 
Le système est intégrable exactement, via les fonctions de Jacobi, mais nous préférons prendre A = p²/2 + ε q²/2 et B = 1 - cos q  - q²/2
L'opérateur A est donc celui d'un oscillateur harmonique, et B joue le rôle de perturbation, si les oscillations sont pendulaires. Dans le cas de tournoiement, le problème de la "séparatrice" ne peut se régler simplement, car l'intégrateur symplectique ne conserve pas rigoureusement l'énergie. Il vaut mieux alors se tourner vers la solution du pendule simple discret.

## Autre méthode
Quand le système possède une certaine symétrie temporelle, un dernier terme correcteur permet d'atteindre le résultat à O(tn ε + t⁴ ε²). On gagne alors en précision.